# Max Apple

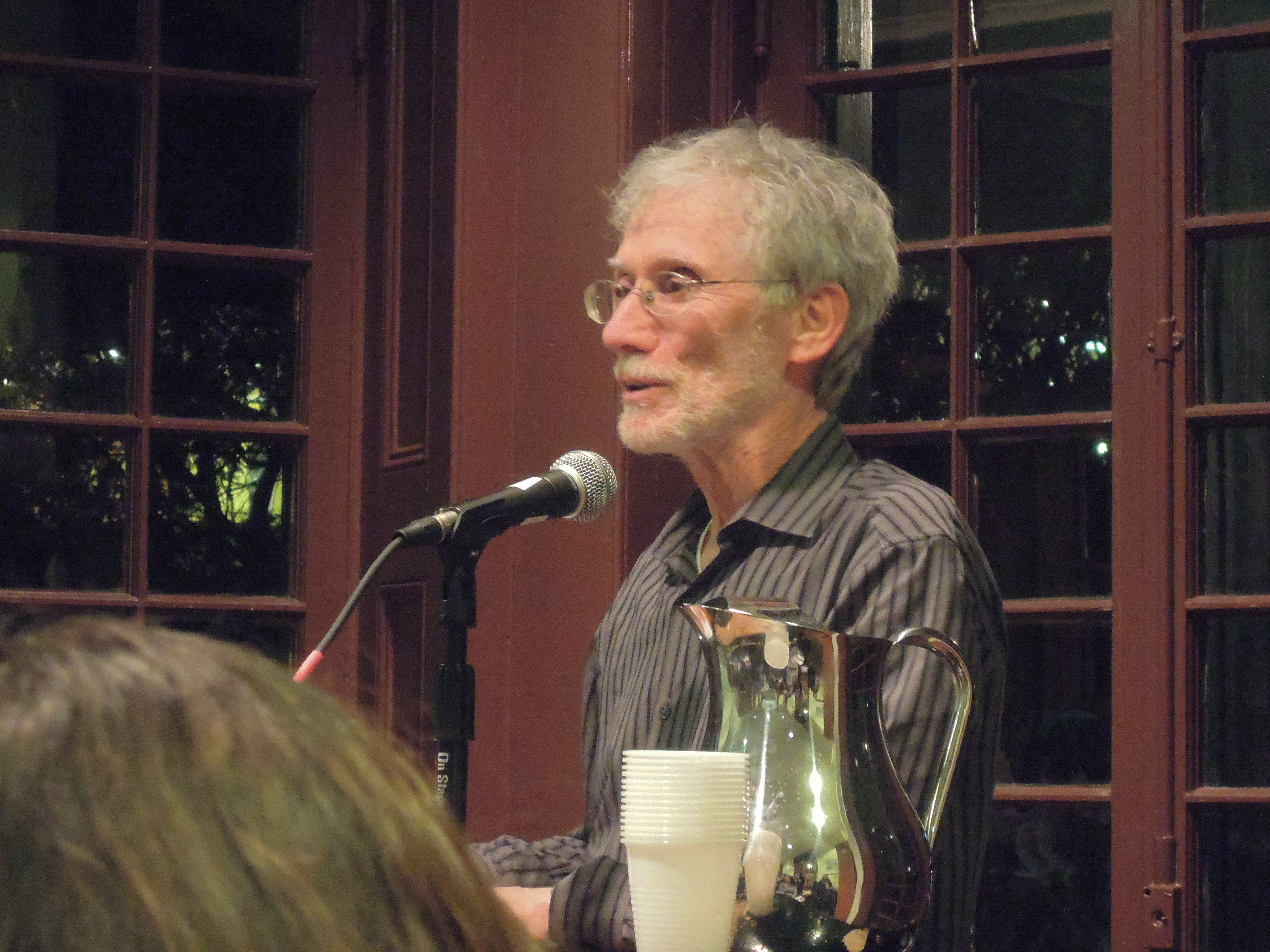
Max Apple (2012)

Max Apple (* 22. Oktober 1941 in Grand Rapids, Michigan) ist ein US-amerikanischer Schriftsteller und Drehbuchautor.

## Leben
Max Apple machte seinen Bachelor of Arts (1963) und seine Promotion Ph.D. (1970) an der University of Michigan. 29 Jahre lang unterrichtete er „Kreatives Schreiben“ an der Rice University in Houston, Texas.
Neben Romanen und Kurzgeschichten schrieb Apple auch Drehbücher, beispielsweise für den Film The Air Up There.

## Werke
- The Oranging of America (1976)
- Zip: A Novel of the Left and the Right (1978)
- Free Agents (1984)
- The Propheteers (1987)
- Roommates: My Grandfather's Story  (1994)
- I Love Gootie: My Grandmother's Story (1998)
- The Jew of Home Depot and Other Stories (2007)